# Jean-Baptiste Thibault de Chanvalon
Jean Baptiste Thibault de Chanvalon (Martinica, 1725 — 1785) foi um botânico e advogado francês.